# Varken hora eller kuvad
Varken hora eller kuvad (VHEK) är en feministisk och antirasistisk förening som bildades 2005 efter den franska förlagan Ni Putes Ni Soumises(en). Den grundades av Amineh Kakabaveh, som är sittande ordförande (2024)..
Föreningens syfte är att arbeta mot patriarkalt förtryck i ekonomiskt och socialt utsatta förorter. VHEK riktar sig främst till tonårsflickor och unga kvinnor. De är bland annat aktiva i frågor som rör religiöst förtryck, hedersrelaterat våld och kulturrelativism. Föreningen har genomfört studier för att ta reda på hur stort problemet med hedersrelaterat förtryck och våld är. VHEK verkar på samhälls-, grupp- och individnivå och arbetar lokalt, regionalt, nationellt och internationellt. Föreningen har en omfattande föreläsningsverksamhet riktad främst till ungdomar på högstadie- och gymnasieskolor samt till föreningar som vill få kunskap om mekanismerna bakom hedersrelaterat våld och förtryck. 

## Vision
- För demokrati och mänskliga rättigheter
- Mot segregation och för kvinnors rättigheter
- Väcka debatt och diskussion
- Vara en del i en internationell kamp för jämställdhet

## Medier

### Hedersförtryck: Berättelser från Sverige och världen
Boken ”Hedersförtryck: Berättelser från Sverige och världen” gavs ut 2023-09-21 och är framförallt en sammanställning av ett stort antal intervjuer, där de som drabbats av hedersförtrycket kommer till tals och mycket konkret berättar om sina liv. De intervjuade beskriver hur dominerande hedersnormer kan vara i en människas liv. I boken berättar företrädare för myndigheter och personer verksamma inom till exempel skola, polis och åklagarväsendet om vad man kan göra för att bekämpa hedersförtrycket.

### Hederspodden
Hederspodden är en podcast från Varken Hora Eller Kuvad som släpps en gång i månaden på Spotify och andra podcastplattformar. Podcastens mål är "att både vara en röst för de utsatta men också ett forum där hedersförtryckets mekanismer och svårigheter diskuteras och olika förslag och metoder presenteras". 

### Förortsfeministen
Förortsfeministen är en nättidning som startade 2018 av VHEK. Den har fokus på barn, ungdomars och kvinnors utsatthet för diskriminering och förtryck i hederns namn. "Vår nättidning är en fortsättning och ett nytt sätt att föra vår kamp för att höja kunskapen om ungdomars och kvinnors situation och frigörelsekamp i vissa socioekonomisk utsatta förorter runt om i landet där hederskulturen och kvinnoförtrycket är som mest utbrett."

### Respektguiden
Respektguiden är en handbok för unga och deras rättigheter. Den kan även läsas av vuxna som vill få utökade kunskaper. Den berättar om en verklighet som många ungdomar lever i, men ska också fungera som ett verktyg för ett mer jämställt och inkluderande samhälle.  Handboken är en översättning av Le Guide de Respect och har nu utkommit i en 3:e reviderad upplaga. 
"För den som växer upp med hedersnormer är tystnadskulturen svårare att bryta och oftast kan man inte känna stöd från familj eller den närmaste omgivningen. Syftet med Respektguiden är just att göra fler medvetna och våga tala om det som är svårt” - Amineh Kakabaveh.

## Undersökningar

### Stockholm
Under mars 2016 presenterade Varken hora eller kuvad rapporten Elvahundra som omfattade 1100 ungdomar i åldrarna 12–18 år och intervjuer med 50 vuxna. Studien genomfördes av sociologen Guluzar Tarhan Selvi, Amineh Kakabaveh och Jonas Lundgren och hade som målsättning att kartlägga förekomsten av diskriminering och förtryck i hederns namn. Majoriteten av de tillfrågade var antingen muslimer (48 procent) eller kristna (44 procent). Studien siktade in sig på flera områden, däribland upplevelsen av kontroll, relationsmöjligheter och umgängen. 
I studien framkom att totalt 82 procent av de svarande flickorna respektive 63,2 procent av pojkarna upplevde sig vara mycket kontrollerade av familj, släkt och grannar. Vad gäller relationer fick 73,3 procent av flickorna inte ha sex före äktenskapet. För pojkar var motsvarande siffra 31,1 procent. 49 procent av såväl flickor som pojkar angav att föräldrarna måste godkänna val av livspartner. 61,6 procent ansåg att de var hårt begränsade i val av partner med en annan etnisk och religiös bakgrund än den egna.
En minoritet av de tillfrågade fick umgås med både flickor och pojkar för sina föräldrar. Cirka 83 procent av flickorna fick endast umgås med flickor. 37,2 procent av pojkarna fick umgås med bägge könen. 56 procent av flickorna fick inte delta i sportaktiviteter där pojkar deltog. 43 procent fick inte delta i simundervisning.

### Göteborg
I oktober 2016 genomförde VHEK en undersökning med 1200 deltagare i invandrartäta områden i Göteborg. Studien genomfördes av sociologen Guluzar Tarhan Selvi och Amineh Kakabaveh. Enkäten visade att flickor begränsades mycket mer i sitt sociala liv än pojkar samt att var tionde person stödde religiös extremism.